# Дурасово (Кочкуровський район)
Дура́сово (рос. Дурасово, ерз. Дурасово) — село у складі Кочкуровського району Мордовії, Росія. Входить до складу Семілейського сільського поселення.

## Населення
Населення — 7 осіб (2010; 8 у 2002).
Національний склад (станом на 2002 рік):
- росіяни — 100 %